# Pseudasellodes lacunata
Pseudasellodes lacunata là một loài bướm đêm trong họ Geometridae.